# Samson Rafael Hirsch
Samson Raphael Hirsch (20. června 1808 – 31. prosince 1888) byl německý rabín, krátce působil i na Moravě. Proslul jako duchovní otec myšlenky tora im derech eretz v soudobém ortodoxním judaismu. Jeho filosofie spolu s myšlenkami Azriela Hildesheimera, někdy označovaná také jako neo-ortodoxie, měla značný vliv na vývoj ortodoxního judaismu. Hirsch byl rabínem v Oldenbursku a v Emdenu, poté byl jmenován vrchním rabínem Moravy a od r. 1851 až do své smrti vedl odštěpenou ortodoxní obec ve Frankfurtu nad Mohanem. Napsal řadu významných knih, a po několik let vydával měsíčník Jeschurun, v němž se snažil načrtnout filosofii judaismu. Byl vehementním odpůrcem reformního judaismu a stejně tak oponoval i raným formám konzervativního judaismu.

## Mládí a vzdělání
Hirsch se narodil v Hamburku. Jeho otec byl obchodník, věnoval však hodně času studiu Tóry; jeho dědeček, Mendel Frankfurter, založil Talmud Tora v Hamburku a byl neplaceným pomocníkem rabína sousedící kongregace v Altoně; jeho prastrýc, Löb Frankfurter, napsal několik hebrejských děl, včetně komentáře k Tóře pod názvem Ha-rechasim le-bik'ah. Hirsch studoval u Isaaca Bernayse a toto biblické a talmudické vzdělání v kombinaci s osobním vlivem jeho učitele způsobilo, že opustil dráhu obchodníka, kterou mu vybrali rodiče, a rozhodl se pro poslání rabína. V souladu s tímto plánem pokračoval ve studiu Talmudu v letech 1823–1829 v Mannheimu pod vedením rabi Jacoba Ettlingera. Poté přešel na universitu v Bonnu, kde studoval ve stejné době, jako jeho pozdější odpůrce, Abraham Geiger.

## Oldenburg
V r. 1830 byl Hirsch zvolen vrchním zemským rabínem (Landesrabbiner) Oldenburska. V tomto období napsal svých Devatenáct dopisů o židovství (Neunzehn Briefe über Judenthum), které byly vydány pod pseudonymem „Ben Usiel“ (popř. „Uziel“), v Altoně v r. 1836. Toto dílo zanechalo hluboký dojem v německých židovských kruzích, protože představovalo něco nového — brilantní intelektuální presentaci ortodoxního židovství v klasické němčině a smělou a nekompromisní obhajobu všech jeho institucí a pravidel.
V r. 1838 Hirsch vydal další knihu, nezbytného souputníka Dopisů, pod názvem Horeb, oder Versuche über Jissroel's Pflichten in der Zerstreuung. Jedná se o učebnici judaismu určenou pro vzdělanou židovskou mládež. Ve skutečnosti napsal Horeb jako první, ale jeho vydavatelé pochybovali, že by se v době, kdy do módy přicházela reforma, mohlo na tehdejším trhu uplatnit dílo obhajující tradiční judaismus.
V roce 1839 vydal polemiku s reformním judaismem pod názvem Erste Mittheilungen aus Naphtali's Briefwechsel a v r. 1844 vydal další polemiku pod názvem Zweite Mittheilungen aus einem Briefwechsel über die Neueste Jüdische Literatur.

## Emden
Hirsch zůstal v Oldenburgu do r. 1841, kdy byl zvolen vrchním rabínem hannoverských okresů Aurich a Osnabrück, se sídlem v Emdenu. Během tohoto pětiletého působení byl téměř zcela pohlcen prací pro obec a neměl mnoho času na psaní. Založil ovšem gymnázium se studijním programem odrážejícím jak judaismus tak sekulární vědy, které jako první implementovalo jeho heslo tora im derech erec.
V r. 1843 se Hirsch ucházel o místo vrchního rabína britského impéria. Ze 13 kandidátů, většinou původem z Německa, se dostal do užšího výběru čtyř: Nathan Marcus Adler, Hirsch Hirschfeld, Benjamin Hirsch Auerbach a Hirsch. V hlasování, které proběhlo 1. prosince 1844 místo nakonec získal Adler. Hlasovalo 135 obcí, z nichž každá měla jeden hlas; Adler získal 121 hlasů, Hirschfeld 12, a Hirsch 2.

## Mikulovský a moravský zemský rabín

### Příchod do Mikulova
Roku 1844 mikulovská židovská komunita zvolila Hirsche jednohlasně za svého rabína. Očekávali od něj, že jakožto rabín s akademickým vzděláním a tvůrce moderního ortodoxního judaismu dokáže překlenout rozpory mezi tradicionalistickými i proreformními židy a že bude důstojným reprezentantem moravského židovstva. Odpůrci této volby ovšem zdůrazňovali jeho zahraniční původ, a Moravskoslezské gubernium dokonce odmítlo dát Hirschovi jakožto cizinci potřebný dispens k výkonu této funkce. Dispens Hirsch získal až roku 1846 od dvorské kanceláře, která jej rovněž potvrdila mikulovským rabínem.
Úřad mikulovského rabína byl tradičně spjat s funkcí moravského zemského rabína, do této funkce ovšem musel být zvolen šesti předními moravskými rabíny. Volby proběhly 30. prosince 1846 v Brně a dle očekávání byl Hirsch opět jednohlasně zvolen. V lednu 1847 tuto volbu potvrdila dvorská kancelář, v červnu Hirsch přijel se svou rodinou na Moravu, kde jej čekalo slavnostní přivítání a 30. června 1847 uvedení do funkce zemského rabína.
Hirsch však naděje moravských židovských komunit záhy zklamal. Hirschovy kompetence nebyly zcela jasně vymezeny, a tak často jednal na základě svých zkušeností získaných v předchozím působišti v německých zemích. Poměry na Moravě se ovšem značně lišily, zdejší komunity byly zvyklé disponovat velkou autonomií, a tak s dosti velkou nevolí přivítaly Hirschovy inspekce židovských komunit nebo jeho cirkuláře, jimiž se například snažil regulovat pravidla v moravských synagogách. Obzvláště závažné byly spory s prostějovskou židovskou komunitou a jejím rabínem a Hirschovým dlouholetým ideovým protivníkem Hirschem Fasselem.

### Aktivita při revoluci roku 1848
Dočasné uklidnění přišlo díky revoluci v letech 1848–1849, při níž Hirsch zaměřil svou aktivitu spíše k dosažení občanské a politické rovnosti židů, než na autokratické zasahování do vnitřních záležitostí židovských komunit. Hirsch již po několika dnech po vypuknutí revoluce v březnu 1848 vyzval křesťany, aby „ukázali svůj smysl pro spravedlnost“ a zrovnoprávnili židy, a židy nabádal ke klidu a trpělivosti, aby si svým jednáním křesťany neznepřátelili. Přesto se v dubnu 1848 objevily na několika místech Rakouského císařství protižidovské násilnosti. Dubnová ústava přiznala náboženskou svobodu jen „uznaným křesťanským konfesím“ a židům přiznala jen volební právo, což podnítilo další Hirschovu aktivitu. Svolal zástupce moravských židovských komunit, kteří utvořili Výbor pro moravské židovstvo, jež ve své petici moravskému zemskému sněmu vyjádřilo nesouhlas s novou ústavou.
Díky přiznání volebního práva židům mohl ovšem samotný Hirsch vstoupit do politiky. Od roku 1848 do roku 1849 zasedal jako poslanec Moravského zemského sněmu. Nastoupil sem po zemských volbách v květnu 1848 za kurii městskou, obvod Mikulov. Uvádí se jako zemský rabín. Práva moravských židů ovšem neprosazoval ve sněmovním plénu, nýbrž zákulisním jednáním zejména s moravskoslezským viceprezidentem Leopoldem Lažanským a také díky zprostředkování vídeňského rabína Isaaka Mannheimera. Dosáhl nakonec 10. října 1848 zrušení daně uvalené speciálně na židy. Hirsch nestál o to stát se mluvčím židů z celého císařství. Přesunutí císařského dvora i ústavodárného sněmu na Moravu a zejména povzbuzování Mannheimerem však Hirsche podnítilo k vydání memoranda, v němž na poslance sněmu apeloval, aby byli v otázce rovných práv a svobod občanů důslední a přiznali tato práva zcela všem, tedy i židům.
K hlasování o této otázce ovšem nakonec nedošlo, neboť mladý císař František Josef I. sněm rozpustil a vydal březnovou ústavu, která deklarovala rovná občanská a politická práva všem občanům bez ohledu na náboženské vyznání. Hirsch díky své aktivitě během revoluce dokázal dočasně překlenout rozpory mezi moravskými židy, a jako přední osobnost Hirsche vnímala dokonce i nežidovská veřejnost.

### Neúspěšný pokus o centralizaci
Po vydání březnové ústavy se Hirsch opět soustředil na záležitosti moravských židovských komunit. Během roku 1849 svolal zástupce těchto komunit a prosadil vytvoření centralisticko-hierarchické uspořádání moravských komunit. Na vrcholu této hierarchie by stála tzv. zemská synagogální rada, jejíž členy by byl zemský rabín a jeho sekretář, zástupce zamýšleného moravského rabínského semináře a dva volení poradci. Proti této snaze se ovšem znovu postavil zejména Hirsch Fassel, podle něhož by tento nový systém zcela zničil veškerou autonomii moravských židovských obcí. Moravské gubernium nakonec snahu zemského rabína překazila vydáním vlastního opatření roku 1850, jež zachovávalo značně decentralistické uspořádání obcí.
Roku 1851 získal Hirsch od frankfurtské ortodoxní židovské obce pozvání, aby se stal jejich rabínem. Tato obec Hirschovi nabízela návrat do jemu známého německého prostředí, návrat do boje za ortodoxii proti reformistům (tento boj byl na Moravě vedlejším zdrojem pnutí mezí ním a židovskými obcemi) nebo dobré finanční zázemí. Hirsch frustrovaný z toho, že nedokázal systém židovských obcí na Moravě přetvořit podle svých představ, nabídku přijal a 12. srpna 1851 Moravu opustil. Tento krok znamenal značné oslabení instituce moravského zemského rabína. Jeho nástupce byl pouze „provizorní zemský rabín“ boskovický rabín Abraham Placzek, který zůstal v Boskovicích, takže Mikulov po několika staletích přestal být sídlem moravského zemského rabinátu.

## Frankfurt nad Mohanem

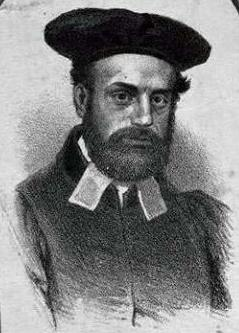
Ilustrace z r. 1868 (nesprávně mu připisuje titul doktor).

V r. 1851 přijal nabídku na místo rabína odštěpené ortodoxní skupiny ve Frankfurtu nad Mohanem, části židovské obce, jejíž většina se jinak přiklonila ke klasickému reformnímu judaismu. Tato skupina, známá jako Israelitská náboženská společnost („Israelitische Religions-Gesellschaft“, IRG), se pod jeho správou rozrostla na velkou kongregaci čítající kolem 500 rodin. Hirsch zůstal rabínem této obce po celý zbytek svého života.
Hirsch zorganizoval reálnou školu a obecní školu („Bürgerschule“), které poskytovaly úplné židovské vzdělání doplněné o ty aspekty sekulárního vzdělání, které Tóra shledává správnými (tora im derech eretz). Založil a vydával také měsíčník Jeschurun (1855–1870; znovu pak od 1882 et seq); většina obsahu Jeschurunu pocházela z jeho vlastního pera.
V r. 1876 Edward Lasker (židovský poslanec v pruském zemském sněmu) předložil návrh zákona o vystoupení (Austrittsgesetz), který by umožnil židům vystoupit z židovské obce aniž by přišli o svůj náboženský status. Zákon byl schválen 28. července 1876. Navzdory novému zákonu se rozvinula debata, zda je „Austritt“ (vystoupení) halachickou povinností. Hirsch zastával názor, že taková povinnost je, přesto že to vyžadovalo vystoupit před soudem a veřejně se distancovat od reformně smýšlející hlavní obce („Grossgemeinde“). Jeho současník, Isaac Dov Bamberger, rabín ve Würzburgu, oponoval, že dokud Grossgemeinde poskytuje dostačující zázemí ortodoxní části, vystoupení není nutné. Tato roztržka způsobilo přetrvávající ránu a mnoho nevraživosti a jeho dozvuky přetrvávaly až do zničení frankfurtské obce nacisty.

## Poslední léta
V posledních letech svého života soustředil Hirsch své úsilí na založení asociace nezávislých židovských komunit pod názvem Volné sdružení pro zájmy ortodoxního judaismu (“Freie Vereinigung für die Interessen des Orthodoxen Judentums“). Během 30 let následujících po jeho smrti tato organizace sloužila jako vzor pro utváření mezinárodního ortodoxního hnutí Agudat Jisrael. Hirsch byl bezpochyby oponentem politického sionismu, navzdory velké lásce k zemi Izrael, která čiší z jeho díla.
Soudě podle zpráv od jeho příbuzných se zdá, že se Hirsch nakazil malárií během svého působení v Emdenu a tato nemoc ho s přestávkami sužovala po zbytek jeho života.
Hirsch zemřel v r. 1888 ve Frankfurtu nad Mohanem a je tam i pohřben.

## Dílo a aktivity
Další Hirschova díla (kromě výše zmíněných):
- Pamflet Jüdische Anmerkungen zu den Bemerkungen eines Protestanten (anon.), Emden, 1841 (odpověď na provokativní anonymní protestantský pamflet);
- Pamflet: Die Religion im Bunde mit dem Fortschritt (anon.), Frankfurt am Main, 1854 (odpověď na provokace ze strany reformistické „hlavní obce“);
- Uebersetzung und Erklärung des Pentateuchs, 5 svazků 1867–1878 (Hirschův novátorský a vlivný komentář k Tóře);
- Pamflety napsané v souvislosti s debatou o odtržení:
  - Das Princip der Gewissensfreiheit, 1874;
  - Der Austritt aus der Gemeinde, 1876
- Uebersetzung und Erklärung der Psalmen, 1882 (Hirschův komentář ke knize žalmů);
- Ueber die Beziehungen des Talmuds zum Judenthum, 1884 (obrana talmudické literatury proti antisemitským slanders v Rusku)

Hirschův překlad siduru zůstal v rukopise a byl vydán posmrtně, stejně jako jeho sebrané spisy (Gesammelte Schriften nebo Nachalath Zwi), jejichž publikace započala v r. 1902.
Většinu Hirschova díla přeložili jeho následovníci do angličtiny a hebrejštiny: v padesátých létech Horeb, přeložil Dayan Isidore Grunfeld z Londýna, v šedesátých letech komentář k Tóře, přeložil Hirschův vnuk Isaac Levi, rovněž z Londýna. Větší část jeho Sebraných spisů, vydaných původně v němčině pod názvem Nachalath Zwi, byla přeložena v osmdesátých a devadesátých letech na památku Hirschova vnuka Josepha Breuera.

## Oblasti zájmu
Hirsch žil v ponapoleonské době, v epoše, kdy Židé získávali občanská práva ve značném počtu evropských zemí, což vedlo k asimilaci a volání po reformě. Značná část jeho díla se zaměřuje na možnosti, které taková doba dává ortodoxnímu judaismu, kdy náboženská svoboda znamená rovněž svobodu praktikovat Tóry bez pronásledování a výsměchu.
Zásada „vystoupení“, nezávislé ortodoxie, přirozeně vyplývá z jeho názoru na úlohu judaismu v jeho době: má-li judaismus z občanských svobod získat, musí být schopen se vyvíjet nezávisle – bez toho, aby musel implicitně či explicitně legitimizovat snahy o reformaci.
Jeho další oblastí zájmu je symbolika mnoha příkazů a pasáží Tóry. Jeho Horeb (1837) se do značné míry zaměřuje právě na možné významy a symboly náboženských předpisů. Tato tendence pokračuje v jeho komentáři k Tóře a v jeho článcích v časopise Jeschurun (Sebrané spisy, sv. III, jsou uspořádaným vydáním těchto článků).
Hirschovým bádáním na poli etymologické analýzy hebrejštiny se teprve nedávno znovu dostalo pozornosti. Většina jeho práce na tomto poli je obsažena v komentáři k Tóře, kde analyzuje a srovnává šorašim (třípísmenné základní formy) velkého množství hebrejských slov a rozvíjí hebrejskou etymologii. Ačkoli toto snažení bylo, jak sám říkal, „naprosto nevědecké“, jeho výsledkem je nedávné vydání „etymologického slovníku hebrejského jazyka".
Ačkoli Hirsch sám nezmiňuje, kterými prameny (vedle tradičních židovských pramenů) se nechal ovlivnit, jeho pozdější kritikové identifikovali v jeho díle myšlenky z knihy Kuzari (Jehuda Halevi) a z Maharala. Většina idejí, které prezentuje, jsou však jeho původní.
Ve vydání Hirschových Devatenácti dopisů z r. 1995 se komentátor, rabi Joseph Elias, usilovně snaží identifikovat Hirschovy zdroje z rabínské literatury, paralely z jeho vlastního díla a z díla dalších posttalmudických židovských myslitelů. Elias také vyvrací některé interpretace Hirschovy filozofie, jako tezi, že mnoho z jeho úvah má kořeny v Kantově světské filozofii.
Přestože sionistické hnutí za doby Hirschova života ještě nebylo založeno, z jeho odpovědí rabi Zvi Hirsch Kalischerovi jasně vyplývá, že nesouhlasil s přehnaným zdůrazňováním usídlování se v zemi Israel. V pozdějších dílech dává jasný vzkaz, že židovská suverenita je závislá pouze na boží prozřetelnosti.